# Herten
Herten er en by i Tyskland i delstaten Nordrhein-Westfalen med omkring 65.000 indbyggere. Byen ligger i kreisen Recklinghausen i det industrielle Ruhrområde, cirka 5 km vest for Recklinghausen.
Byen var sæde for herskerne af Grevskabet Vest Recklinghausen, en selvstyret stat i Ærkebispedømmet Köln.

## Seværdigheder
- Schloss Herten

## Eksterne links
- Wikimedia Commons har flere filer relateret til Herten